# Atractomorpha himalayica
Atractomorpha himalayica är en insektsart som beskrevs av Bolívar, I. 1905. Atractomorpha himalayica ingår i släktet Atractomorpha och familjen Pyrgomorphidae. Inga underarter finns listade i Catalogue of Life.